# FNNニュースレポート23:00
『FNNニュースレポート23:00』（エフエヌエヌニュースレポートにいさんまるまる）は、1977年4月4日から1987年3月31日までフジテレビ系列 (FNN) で放送されていた平日深夜最終便のニュース番組。放送時間は毎週月曜 - 金曜 23:00 - 23:15 （JST、年末年始にも平常通りに放送）で、土曜・日曜は『FNNニュースレポート23:30』と別のタイトルで放送されていた。

## 概要
放送開始から2年半の間は山川千秋がキャスターを務めていたが、1979年10月に、『FNNニュースレポート6:00』の担当だった俵孝太郎と入れ替わった（俵の硬派なイメージもあって視聴者受けがあまり良くなく、1979年7月頃の時点で『6:00』は主婦層の視聴者が多いこの時間帯において平均視聴率が5%で、平均10%を記録していたこれの裏番組の『テレポートTBS6』（TBS）に苦戦し（視聴率はいずれもビデオリサーチ調べ、関東地方）、午後6時台は「ソフトな感じで主婦受けしそうな山川の方がいい」ということになったとされている）。
俵に交代してからは、独特の声質で発する冒頭の挨拶「こんばんは、俵孝太郎です」（元日のみ「おめでとうございます、俵孝太郎です」）が、志村けんやビートたけしを中心にものまねの対象となったほか、フジテレビと同資本の傍系のラジオ局・文化放送の『セイ!ヤング・水曜日（火曜深夜）→青春大通り火曜日・谷村新司（のちにばんばひろふみも）』や『青春キャンパス』で生放送されたワンコーナー「天才・秀才・バカ」でも「俵幸太郎のシリーズ」と称したネタが頻繁に紹介された。TBSドラマ「パパはニュースキャスター」での、田村正和演じるキャスター「鏡竜太郎」のモデルにもなった。
『FNNニュース最終版』時代の一社提供の名残から、前期（1982年頃まで）においてはリコーグループが筆頭スポンサーだったが、「ごらんのスポンサーがお送りします」と複数社扱いでアナウンスされていた。
番組は1987年春の改編で同タイトルでの放送を終了。それまで直後の時間帯に放送されていた『プロ野球ニュース』とフジテレビが1986年10月から放送していた関東ローカル（テレビ静岡（SUT）でも放送）のニュース最終便『ニュース工場一本勝負!』と統合され、平日80分・週末70分のニュースワイド『FNNニュース工場』へとリニューアルした。

## 歴代ニュースキャスター
- 山川千秋（フジテレビ報道局ニュースデスク・記者。1977年4月4日 - 1979年9月28日）
- 俵孝太郎（元産経新聞東京本社論説委員。1979年10月1日 - 1987年3月31日）[2]

## 備考
- オープニングでその日のニュースの主要項目のテロップを流していた（流さないケースもあり）。
- タイトル差し替えのあるネット局は、提供クレジットもネット局発で放送されたが、CMは全国ネットされていた。
- また、ナイター中継などの影響で放送開始時刻が23:00でない場合、または番組の放送時間が10分以下になった場合、オープニングで表示するのはスタジオ映像に『FNNニュースレポート』のタイトルのみで、アニメーションは使われていなかった（『FNNニュースレポート23:30』も同様）。
- 1983年4月以降『プロ野球ニュース』とスタジオを共有していたため、エンディングでは俵孝太郎と『プロ野球ニュース』キャスターの佐々木信也・みのもんた（金曜日を担当していた時期）が一緒に会話をしているシーンが放送されていた（土曜・日曜は陣内誠→永島信道・みのもんた）。関西テレビ・東海テレビなどタイトルを差し替えている地域では放送されなかった。
- 1987年3月31日の終了まで年末年始も山川千秋・俵孝太郎が出演。夏休み以外は出演していたほか、年末年始も通常通り放送されていた。

## テーマ音楽
1977年4月4日 - 1978年9月29日
パーシー・フェイス作曲の「Mongonucleosis」（モンゴヌークレオシイス）をテーマ用にアレンジしたもの。アニメーションは異なるが、当時の『FNNニュース』でも使用されていた。また、石川テレビ・テレビ大分など一部の系列局では『FNNテレビ朝刊』『FNNニュース』などのテーマとして1990年代まで使用されていた。
1978年10月2日以降

## 放送局
系列は番組放送当時のもの。
| 放送対象地域   | 放送局                   | 系列    | 備考                                                                                           |
| -------------- | ------------------------ | ------- | ---------------------------------------------------------------------------------------------- |
| 関東広域圏     | フジテレビ (CX)          | FNN     | 基幹・制作局                                                                                   |
| 北海道         | 北海道文化放送 (UHB→uhb) | FNN     | 『UHB（uhb）ニュースレポート23:00 FNN』とタイトルを差し替えて放送                              |
| 宮城県         | 仙台放送 (OX)            | FNN     |                                                                                                |
| 秋田県         | 秋田テレビ (AKT)         | FNN/ANN |                                                                                                |
| 山形県         | 山形テレビ (YTS)         | FNN     | 現在はANN系列                                                                                  |
| 福島県         | 福島テレビ (FTV)         | FNN     | 1983年4月1日ネット開始                                                                         |
| 新潟県         | 新潟総合テレビ (NST)     | FNN     | 現・NST新潟総合テレビ 1983年10月3日ネット開始（それ以前には『ANNニュースファイナル』をネット） |
| 長野県         | 長野放送 (NBS)           | FNN     | 『NBSニュースレポート23:00 FNN』とタイトルを差し替えて放送                                     |
| 静岡県         | テレビ静岡 (SUT)         | FNN     |                                                                                                |
| 富山県         | 富山テレビ (T34)         | FNN     | 現・BBT                                                                                        |
| 石川県         | 石川テレビ (ITC)         | FNN     |                                                                                                |
| 福井県         | 福井テレビ (FTB)         | FNN     | 協力：中日新聞（タイトル映像に併記）                                                           |
| 中京広域圏     | 東海テレビ (THK)         | FNN     | 『FNN東海テレニュース』とタイトルを差し替えて放送、協力：中日新聞                              |
| 近畿広域圏     | 関西テレビ (KTV)         | FNN     | 『KTVニュース FNN』とタイトルを差し替えて放送                                                  |
| 島根県・鳥取県 | 山陰中央テレビ (TSK)     | FNN     |                                                                                                |
| 岡山県・香川県 | 岡山放送 (OHK)           | FNN     | 『OHKニュースレポート23:00 FNN』とタイトルを差し替えて放送                                     |
| 広島県         | テレビ新広島 (TSS)       | FNN     |                                                                                                |
| 愛媛県         | テレビ愛媛 (EBC)         | FNN     |                                                                                                |
| 福岡県         | テレビ西日本 (TNC)       | FNN     | 『FNN西日本新聞ニュースレポート23:00』とタイトルを差し替えて放送                               |
| 佐賀県         | サガテレビ (STS)         | FNN     |                                                                                                |
| 熊本県         | テレビ熊本 (TKU)         | FNN/ANN | 1982年4月1日ネット開始                                                                         |
| 沖縄県         | 沖縄テレビ (OTV)         | FNN     |                                                                                                |

### 備考
- 福島テレビはJNN/FNSクロスネット局時代は自社製作の『FTVニュース』を放送していたため、『JNNニュースデスク』（JNN協定適用番組）も本番組も放送されていなかったが、同局がJNNを脱退しFNNに加盟したことで本番組が放送されるようになった。
- 新潟総合テレビはNNN/FNN/ANNクロスネット局時代は日本テレビの『NNNきょうの出来事』をネットし、FNN/ANNのクロスネット局になってからもテレビ朝日の『ANNニュースファイナル』をネットしていたために本番組は放送されていなかったが、同局がネットワークをFNNに絞ったことで放送されるようになった。他局の番組を放送していた名残などで、土曜日を含めてスポンサーを差し替えて放送していた（現在の深夜枠ニュースも同様）。
- テレビ熊本はFNN/NNN/ANNクロスネット局時代は日本テレビの『NNNきょうの出来事』を放送していたために本番組は放送されていなかったが、同局がFNN/ANNのクロスネット局になってから放送されるようになった。
- テレビ西日本は本番組が終了するまで、ローカル差し替え番組『FNN西日本新聞ニュースレポート23:00』で初期のテーマ曲を使用していた。また、福岡市南区高宮にあったテレビ西日本旧社屋付近の夜景を映像に用いていた。